# Aaja Nachle
Aaja Nachle (Ven y Baila) es una película de la India dirigida por Anil Mehta y protagonizada por Madhuri Dixit. La actriz retornó al cine después de 6 años de ausencia. En 2007 Aaja Nachle fue un fracaso en taquilla pero más tarde se hizo un éxito de culto. The Times informó sobre semejanzas entre Aaja Nachle y la película brasileña Xuxa Requebra (2002).

## Reparto
- Madhuri Dixit como Dia.
- Akshaye Khanna como MP Raja Uday Singh.
- Konkona Sen Sharma como Anokhi.
- Kunal Kapoor como Imran Pathan.
- Divya Dutta como Najma.
- Ranvir Shorey como Mohan Sharma.
- Felix D'Alviella como Steve.
- Dalai como Radha.
- Raghubir Yadav como Doctor.
- Vinay Pathak como Mr. Chojar
- Akhilendra Mishra como Chaudhary Om Singh.
- Jugal Hansraj como Sanjeev Mehta.
- Yashpal Sharma como S.H.O. Singh
- Nowaz como Dhan Kuber.
- Darshan Jariwala como Makarand.
- Sushmita Mukherjee como Mrs. Chojar
- Irrfan Khan como Farooque, esposo de Najma.
- Uttara Baokar como  Mrs. Srivastav
- Nirmal Pandey como Inspector.

## Banda sonora
| # | Título                    | Cantante(s)                                      | Duración | Actores                                           |
| - | ------------------------- | ------------------------------------------------ | -------- | ------------------------------------------------- |
| 1 | "Aaja Nachle"             | Sunidhi Chauhan                                  | 5:04     | Madhuri Dixit                                     |
| 2 | "Ishq Hua Hi Hua"         | Sonu Nigam, Shreya Ghoshal                       | 4:24     | Kunal Kapoor, Konkona Sen Sharma                  |
| 3 | "Show Me Your Jalwa"      | Salim Merchant, Kailash Kher, Richa Sharma       | 4:13     | Madhuri Dixit y miembros del reparto              |
| 4 | "O Re Piya"               | Rahat Fateh Ali Khan                             | 6:19     | Madhuri Dixit y sus compañeros de clases de baile |
| 5 | "Soniye Mil Ja"           | Sukhwinder Singh, Sunidhi Chauhan, Madhuri Dixit | 3:37     | Madhuri Dixit, Vinay Pathak                       |
| 6 | "Iss Pal"                 | Sonu Nigam, Shreya Ghoshal                       | 3:59     | Kunal Kapoor, Konkona Sen Sharma                  |
| 7 | "Koi Patthar Se Na Maare" | Sonu Nigam, Shreya Ghoshal, Sunidhi Chauhan      | 4:04     | Madhuri Dixit, Kunal Kapoor, Konkona Sen Sharma   |
| 8 | "Dance With Me"           | Sonia Saigal                                     | 3:39     | Madhuri Dixit                                     |
| 9 | "Aaja Nachle (Reprise)"   | Sunidhi Chauhan, Marianne D'Cruz                 | 3:28     | Todos miembros del reparto                        |